# الکساندر گانچف
الکساندر گانچف (انگلیسی: Aleksandar Ganchev؛ زادهٔ ۹ ژوئیهٔ ۲۰۰۱) بازیکن فوتبال است.
وی همچنین در تیم ملی فوتبال زیر نوزده سال بلغارستان بازی کرده است.